# Syncopacma
Syncopacma é um gênero de traça pertencente à família Agonoxenidae.